# Place Eugène Verboekhoven
 (juin 2014).
Si vous disposez d'ouvrages ou d'articles de référence ou si vous connaissez des sites web de qualité traitant du thème abordé ici, merci de compléter l'article en donnant les références utiles à sa vérifiabilité et en les liant à la section « Notes et références ».
La place Eugène Verboekhoven (en néerlandais : Eugène Verboekhovenplein), souvent appelée La Cage aux Ours, est une place bruxelloise de la commune de Schaerbeek.
Cette place, dont le surnom est Cage aux Ours, porte le nom d'un peintre belge, Eugène Verboeckhoven, né à Warneton le 9 juin 1798 et décédé à Schaerbeek le 19 janvier 1881.

## Description
Il s'agit d'une place circulaire où aboutissent huit artères différentes :
1. rue Van Oost
2. rue d'Anethan
3. rue Portaels
4. avenue Princesse Élisabeth
5. avenue Eugène Demolder
6. rue Waelhem
7. rue Metsys
8. avenue Maréchal Foch

La numérotation des habitations va de 1 à 15 dans le sens des aiguilles d'une montre. La dénomination de la place date de 1881.
Un Arrêté royal, daté du 28 octobre 1874, approuvait la délibération du Conseil communal concernant la création d’une place publique à l’intersection du chemin de fer du Grand Luxembourg, de la rue Royale Sainte-Marie prolongée, (actuelle avenue Maréchal Foch) et de la rue à créer sur le Maelbeek voûté. Le Conseil communal approuvait également, le 29 décembre 1875, un cahier des charges pour la mise au concours des travaux projetés sur ce rond-point.
Par souci d’économie, l’entrepreneur supprimait complètement les murs de soutènement prévus et les remplaçait par un système de faux rochers qui cacheront la vue des ponts. Des rocailles fermaient également le square et afin de prévenir les imprudences, le tout fut protégé par une grille circulaire. Or, cette réalisation ne rencontra pas que des admirateurs. C’est au cours d’une réunion lors de la campagne précédant les élections du 29 octobre 1878, que l’échevin de l’Instruction publique, Henri Bergé, adversaire politique du bourgmestre Guillaume Kennis, critiquant avec ferveur ce faux pittoresque donné à ce site ferroviaire, qu’il compara les rochers et les grilles à la fameuse cage aux ours du jardin zoologique de Berne qu’il venait de visiter. Le sobriquet lancé par ce dernier, recueillit la faveur du public, au point que la place est plus connue sous son surnom que sous son nom officiel de place Eugène Verboeckhoven.

## Bizarrerie
Le nom de la place, tel qu'écrit sur les plaques de rues et les cartes de la commune, oublie le « c » du patronyme d'Eugène Verboeckhoven auquel elle rend pourtant hommage.

## Transport public
L'arrêt Verboekhoven est desservi par les lignes de tramway 55 et 92 ainsi que les autobus des lignes 56, 58 et 59, permettant de nombreuses correspondances.
La place se situe à l'extrémité est (dite "Y Josaphat") d'un losange d’interconnexion ferroviaire, au point où la ligne 161 Schaerbeek – Namur croise la ligne reliant Bruxelles-Nord à Schaerbeek. La ligne 161 reçoit les raccordements 161/2 (à double voie, venant de Bruxelles-Nord) et (une cinquantaine de mètres plus à l'ouest) 161/1 (depuis Y Pont-de-la-Senne, récemment mise à double voie, venant de Jette (ligne 50) et de Bruxelles-Ouest (ligne 28)). De 1865 à 1884, il y avait une gare à cet endroit, la gare de la rue Royale Sainte-Marie.
Une future station de la ligne 3 du métro de Bruxelles portera le nom de la place. Les travaux devraient commencer en 2018[réf. souhaitée],.